# 京都地方検察庁
京都地方検察庁（きょうとちほうけんさつちょう）は、京都府京都市にある日本の地方検察庁の一つで、京都府を管轄している。略称は、京都地検（きょうとちけん）。園部、宮津、舞鶴、福知山に支部を置いている。
本庁内に常設されている特別刑事部は、全国の主要検察庁（特別捜査部がある東京・大阪・名古屋の各地検を除く）に置かれ、特捜部と同様に独自捜査を行っている。

## 所在地
- 本庁・園部支部 - 京都市上京区新町通下長者町下る両御霊町82 京都法務合同庁舎
- 宮津支部 - 宮津市字中ノ丁2534 宮津地方合同庁舎
- 舞鶴支部 - 舞鶴市字円満寺小字八丁127 舞鶴法務合同庁舎
- 福知山支部 - 福知山市字内記9-2

## 管轄
- 本庁
  - 京都区検察庁（京都市（中京区・北区・上京区・左京区・東山区・下京区・山科区・南区（南区役所久世出張所の所管区域を除く）南丹市（美山支所の所管区域））
  - 伏見区検察庁（京都市（伏見区））
  - 右京区検察庁（京都市（右京区・西京区（向日町区検察庁の管轄区域を除く））
  - 向日町区検察庁（向日市・長岡京市・京都市（南区（南区役所久世出張所の所管区域）・西京区（右京区検察庁の管轄区域を除く）・乙訓郡） - 交通切符で処理された事件などを取り扱う。
  - 木津区検察庁（木津川市・八幡市・京田辺市・相楽郡・綴喜郡）
  - 宇治区検察庁（宇治市・城陽市・久世郡）
- 園部支部
  - 園部区検察庁（南丹市（美山支所の所管区域を除く）・船井郡）

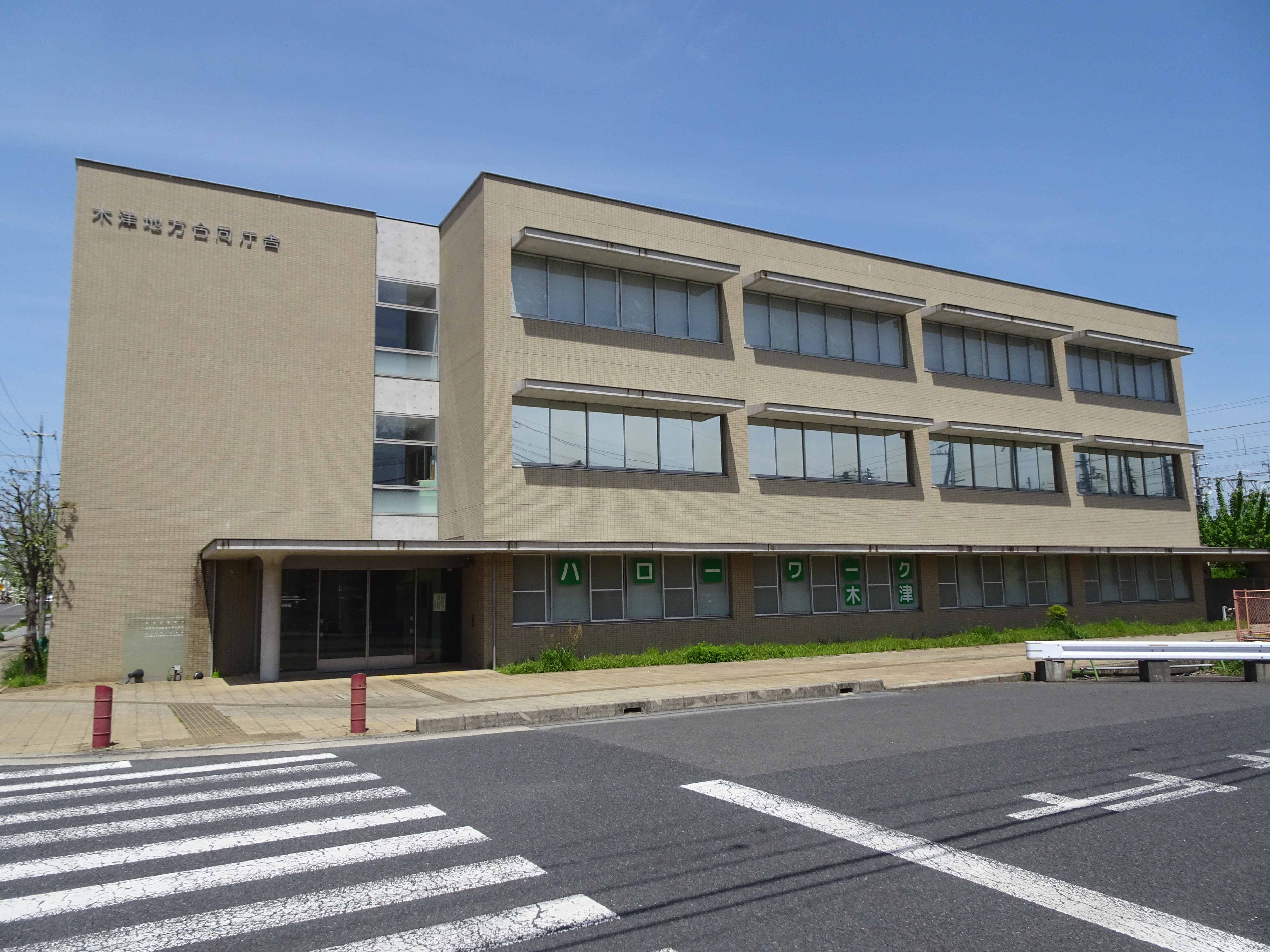
木津区検察庁
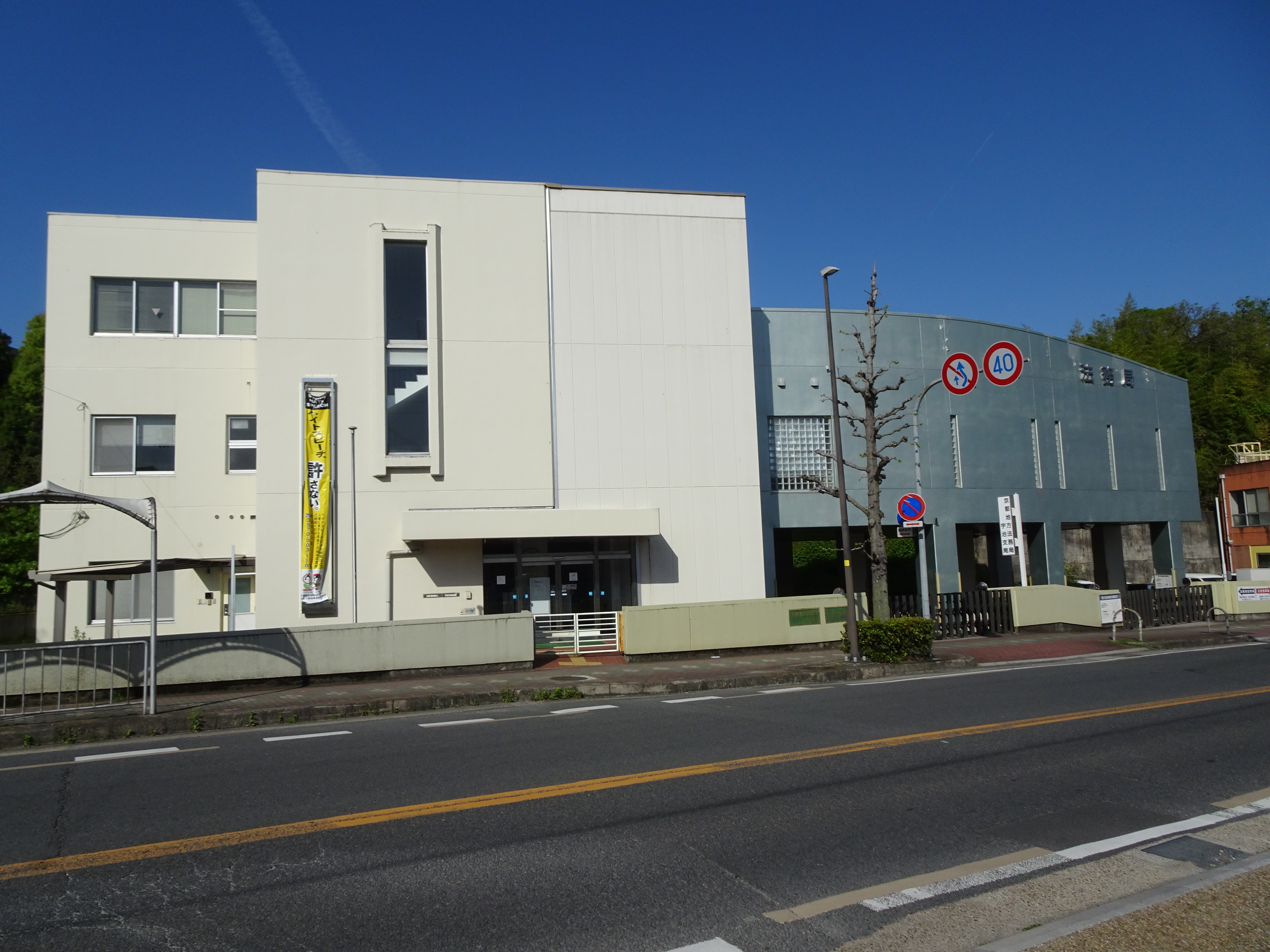
宇治区検察庁

  - 亀岡区検察庁（亀岡市）
- 宮津支部
  - 宮津区検察庁（宮津市・与謝郡）
  - 京丹後区検察庁（京丹後市）
- 舞鶴支部
  - 舞鶴区検察庁（舞鶴市）
- 福知山支部
  - 福知山区検察庁（福知山市・綾部市）

- 木津区検察庁
- 宇治区検察庁

## 歴代検事正
- 岡原昌男
- 敷田稔 （1987年）
- 河内悠紀 （1997年）
- 上田廣一 （2001年）
- 佐渡賢一 （2002年）
- 佐々木善三 （2011年）
- 大島忠郁 （2012年）
- 斉藤雄彦 （2014年）
- 田中素子 （2018年）

## 京都地検を題材にした作品
- 京都地検の女

## 不祥事
- 1955年 - 京都五番町事件
- 2010年4月から2012年4月にかけ、同地検の40歳代の男性の検察事務官が、知人女性に対しストーカー行為を繰り返した上、暴行を加えて頚椎捻挫などの怪我を負わせていたことが発覚した。地検はこの検察事務官を2012年4月に停職1ヵ月の懲戒処分とした（その後事務官は依願退職）が、地検は、女性のプライバシーへの配慮を理由に、2013年3月に報道されるまで事実を公表していなかった[1]。